# Нустров
Нустров (њем. Nustrow) општина је у њемачкој савезној држави Мекленбург-Западна Померанија. Једно је од 59 општинских средишта округа Бад Доберан. Према процјени из 2010. у општини је живјело 160 становника. Посједује регионалну шифру (AGS) 13051050.

## Географски и демографски подаци
Нустров се налази у савезној држави Мекленбург-Западна Померанија у округу Бад Доберан. Општина се налази на надморској висини од 31 метра. Површина општине износи 6,9 km². У самом мјесту је, према процјени из 2010. године, живјело 160 становника. Просјечна густина становништва износи 23 становника/km².